# Yannick Cahuzac
Yannick Cahuzac (Ajaccio, 18 de janeiro de 1985) é um futebolista profissional francês que atua como defensor.

## Carreira
Yannick Cahuzac começou a carreira no Bastia.